# Karry (Automarke)

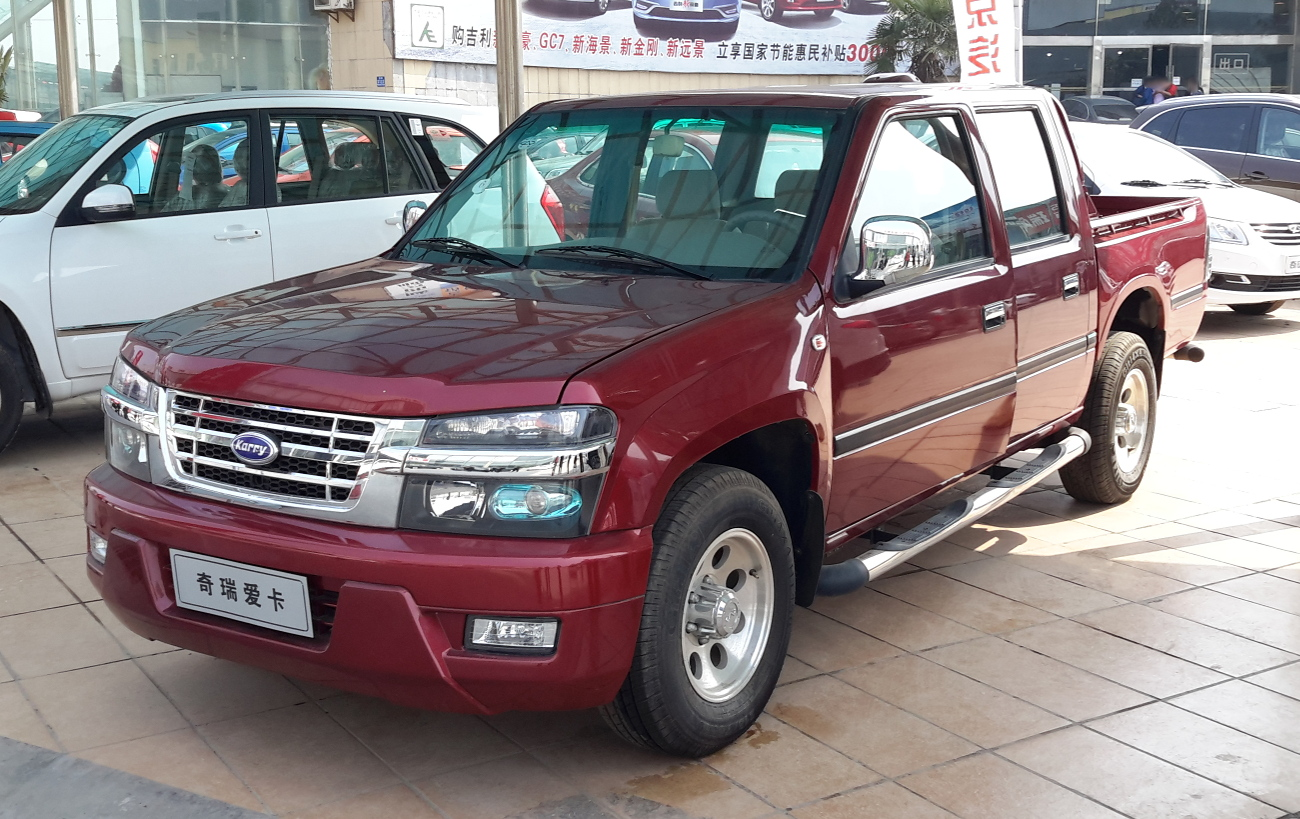
Karry Aika

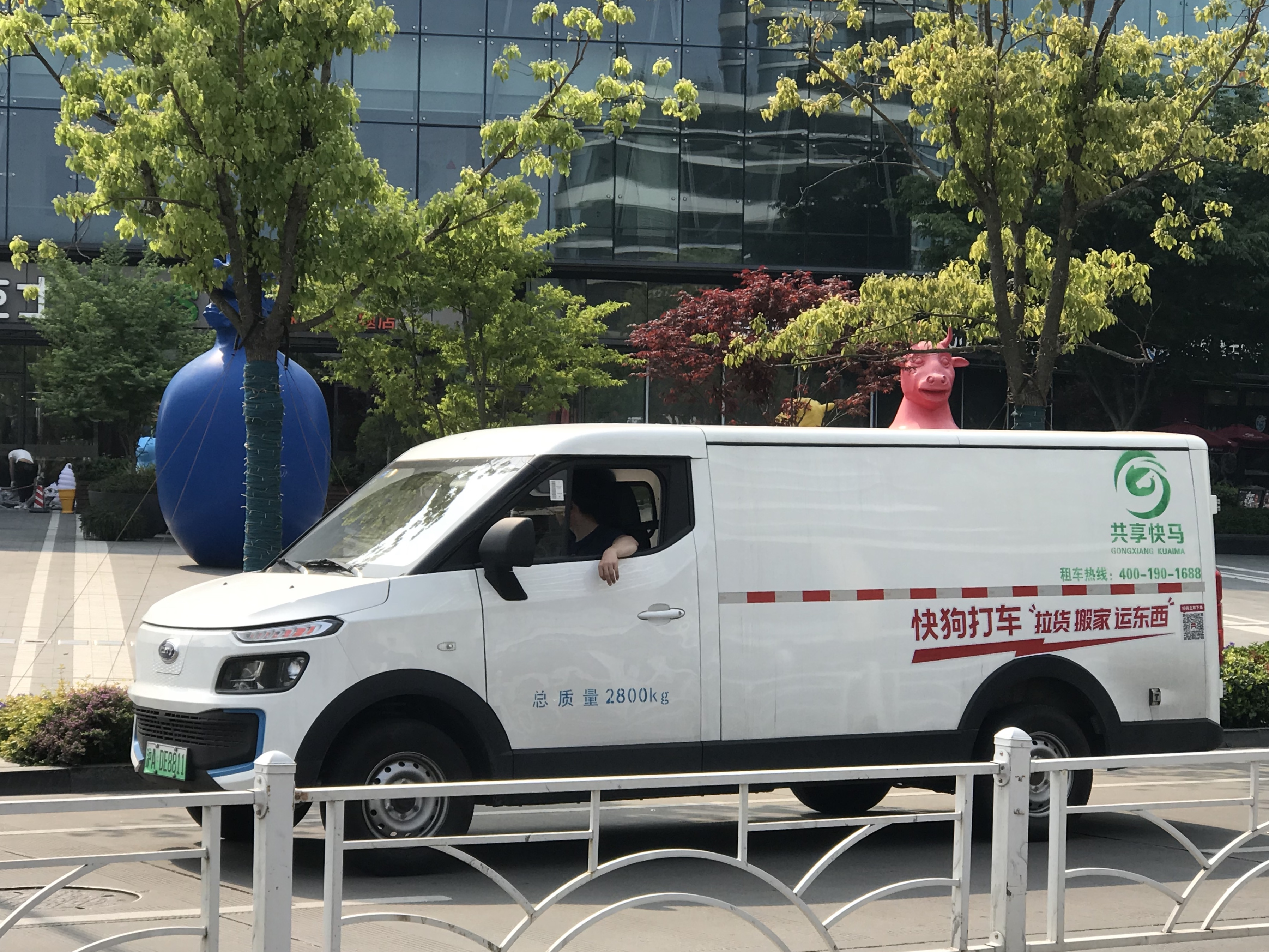
Karry Haitun

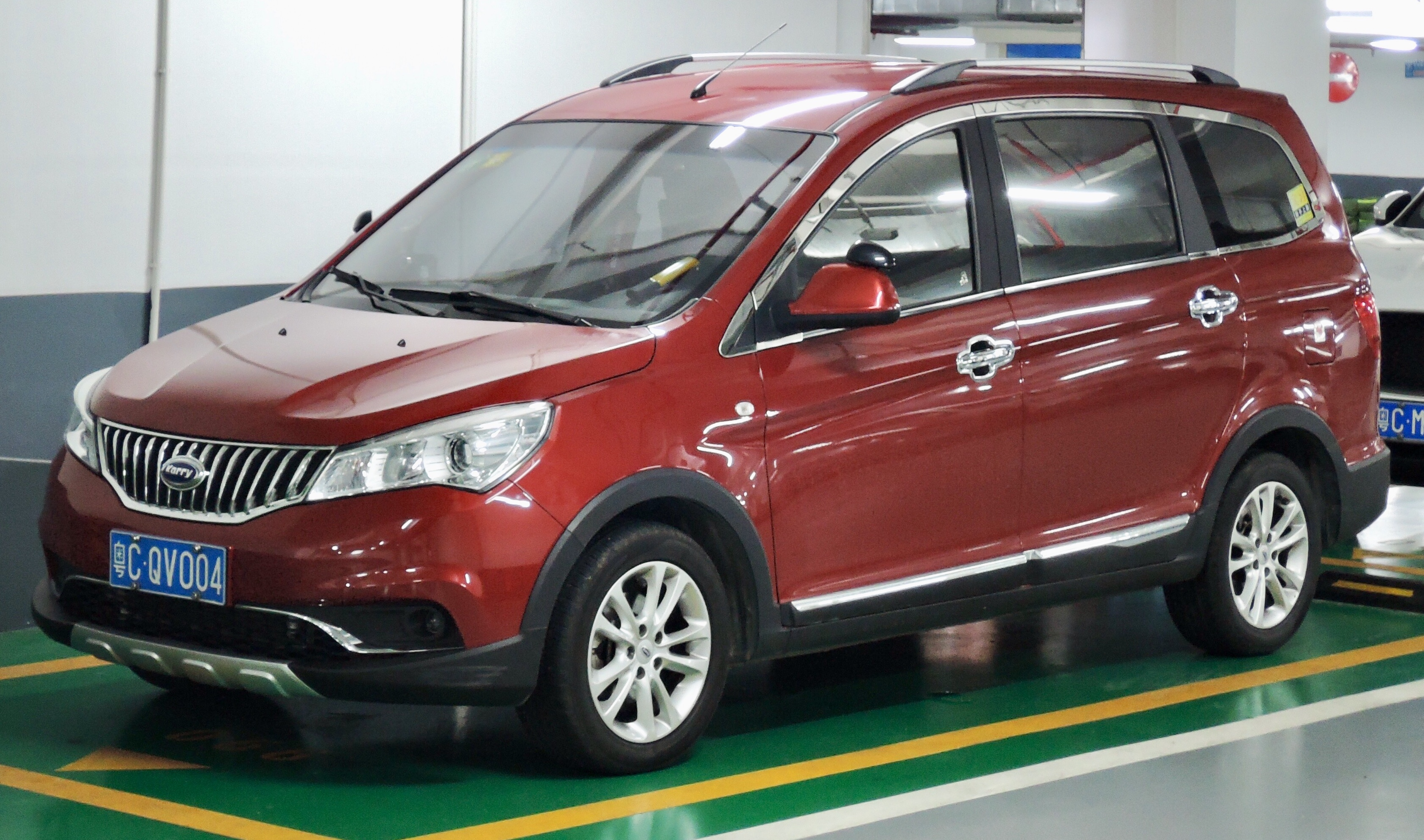
Karry K50

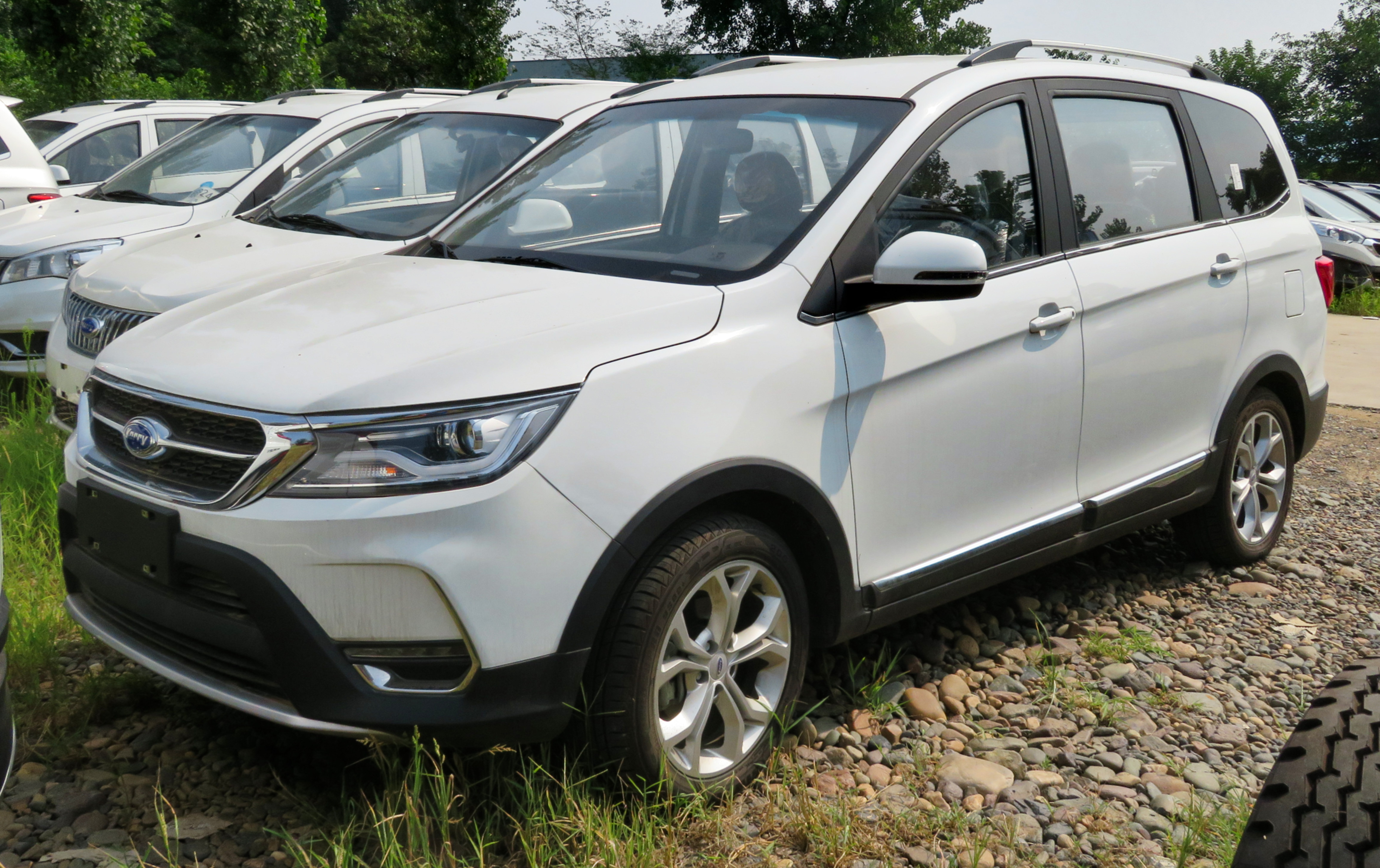
Karry K60

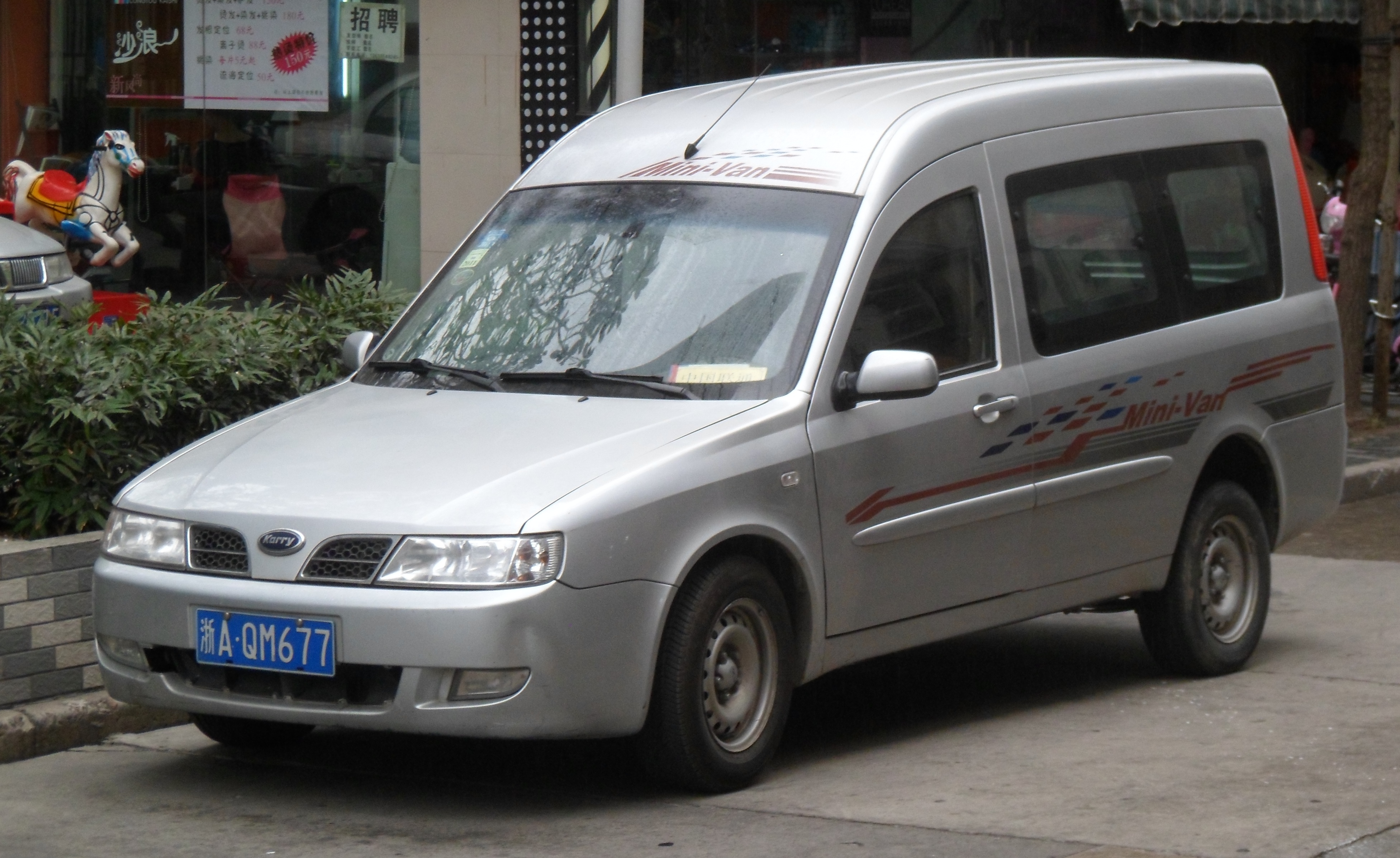
Karry Youyi

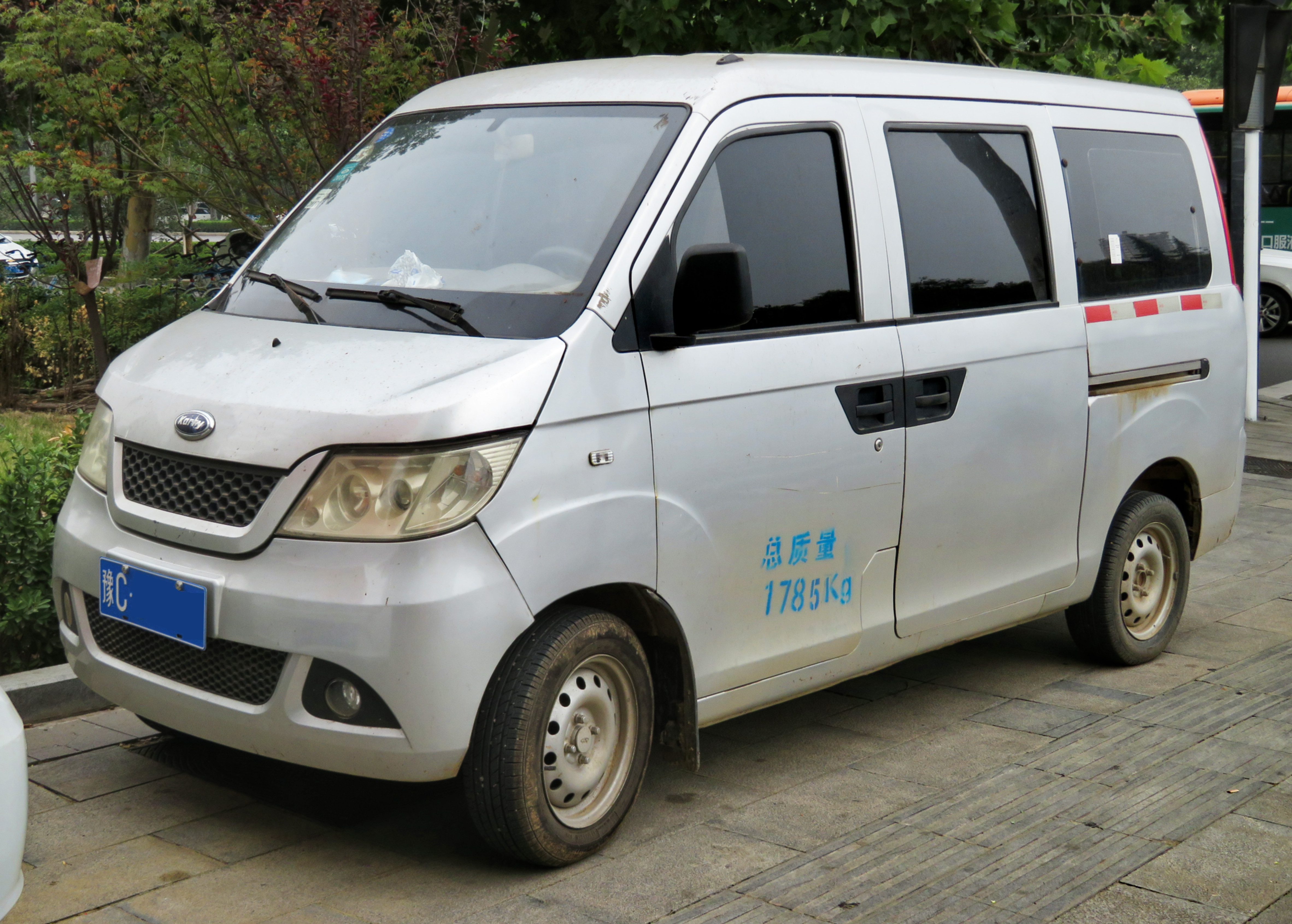
Karry Youyou

Karry ist eine Automarke aus der Volksrepublik China.

## Markengeschichte
Chery Automobile aus Wuhu präsentierte entweder im Januar 2006 oder im November 2006 den Chery Karry V3. Im März 2007 begann die Serienproduktion, aber unter der neu eingeführten Marke Karry. Weitere Modelle folgten, insbesondere Nutzfahrzeuge. Hersteller ist Chery Commercial Vehicle, ebenfalls aus Wuhu.

## Fahrzeuge
- Aika Pick-up ab Oktober 2012[5]
- Haitun Kastenwagen
- K50 Van seit 2015[6]
- K60 Van ähnlich dem Chery Cowin V3 seit November 2016[7]
- Youya Kleinbus 2009–2018[8]
- Yousheng Kleinbus 2011–2012[9]
- Youyi Hochdachkombi 2007–2013[10]
- Youyou Kleinbus 2011–2012[11]

## Zulassungszahlen in China
Nachstehend die Zulassungszahlen dieser Marke in China.
| Jahr | Pkw-Produktionszahl |
| ---- | ------------------- |
| 2007 | 1.818               |
| 2008 | 1.907               |
| 2009 | 11.183              |
| 2010 | 20.096              |
| 2011 | 44.024              |
| 2012 | 25.810              |
| 2013 | 6.900               |
| 2014 | 5.104               |
| 2015 | 50.104              |
| 2016 | 72.830              |
| 2017 | 90.762              |
| 2018 | 48.257              |
| 2019 | 10.217              |
| 2020 | 1.591               |
| 2021 | 2.587               |